# 야동플레이
yadongplay.org 는 한국어로 서비스중인 성인 동영상 공유 서비스이다. 2022년경 운영을 시작한 포르노 웹사이트이며, 한국에서 접속이 가능한 웹사이트이다. 한국은 포르노 웹사이트를 유해차단시키고 있는데 2025년 현재 야동 플레이는 접속이 가능하다. 운영자는 밝혀져 있지 않고 있으며, 서버는 일본에 위치해 있는것으로 보인다.

## 같이 보기
- 인터넷 포르노그래피